# 崔基鎬
崔 基鎬（チェ・ギホ、朝鮮語: 최기호、1923年 - ）は、韓国の加耶大学校客員教授。

## 経歴
1923年生まれ。巣鴨高等商業学校（現在の千葉商科大学）を卒業。ソウル大学校附属司法大学院特殊法科課程修了  。明知大学校助教授、中央大学校教授を経て、加耶大学校客員教授  。
日韓文化交流協会顧問、富山県韓国交流推進アドバイザー をつとめている 。

## 言論ならびに主張
- 日韓併合で搾取されたのは日本である。日韓併合なくして朝鮮半島の近代化はなかった。
- 韓国、北朝鮮の本当の敵は中国である。
- 李氏朝鮮は隷属国家であり、北朝鮮は日本時代の遺産をすべて壊し、李氏朝鮮の時代に戻っている。
- 日本はもう謝罪する必要はない。日本は明治時代の武士道を覚醒させて、しっかりと韓国と手を組んで中国と対処してほしい。

なお、2021年現在に至るまで伽耶大学に史学科は存在しておらず、崔基鎬も自身の歴史学の学位の有無を明言していない。朝鮮日報は、YouTubeに投稿されている、歴史問題を語る崔に対して「歴史歪曲貶下」だと批判している。

## 著作

### 単著
- 『これでは韓国は潰れる　恐るべき腐敗の実態』光文社〈カッパ・ブックス〉、1999年10月。ISBN 4-334-00661-2。
- 『韓国堕落の2000年史　日本に大差をつけられた理由』祥伝社、2001年10月26日。ISBN 4-396-61135-8。
  - 『韓国堕落の2000年史　日本に大差をつけられた理由』祥伝社〈祥伝社黄金文庫〉、2006年6月12日。ISBN 4-396-31407-8。 - 年表あり。
- 『日韓併合の真実　韓国史家の証言』ビジネス社、2003年9月。ISBN 4-8284-1068-6。
  - 『韓国がタブーにする日韓併合の真実』ビジネス社、2014年1月1日。ISBN 978-4-8284-1739-4。 - 崔 (2003)の改題。
- 『歴史再検証　日韓併合　韓民族を救った「日帝36年」の真実』祥伝社、2004年8月30日。ISBN 4-396-61227-3。 - 年表あり。
  - 『歴史再検証　日韓併合　韓民族を救った「日帝36年」の真実』祥伝社〈祥伝社黄金文庫〉、2007年7月18日。ISBN 978-4-396-31435-4。 - 年表あり。

### 共著
- 崔基鎬、蘇昇奎 著、韓國文集編纂委員會 編 編『晩庵先生文集｜蘭谷先生文集』景仁文化社〈韓國代文集叢書 1578〉、1997年。 - 影印。

### 記事
- 「神話時代からの日韓交流史（1）夢の「高天原故地」から韓国と日本を眺望する」『自由』第42巻(第8号) (通号 486)、自由社、2000年8月、129-138頁、ISSN 0449-0401。
- 「神話時代からの日韓交流史（2）「高天原故地」の峯から歴史を展望する」『自由』第42巻(第9号) (通号 487)、自由社、2000年9月、131-140頁、ISSN 0449-0401。
- 「神話時代からの日韓交流史（3）恨（ハン）の半島はどうやって生まれたか」『自由』第42巻(第10号) (通号 488)、自由社、2000年10月、123-132頁、ISSN 0449-0401。
- 「神話時代からの日韓交流史（4）許筠（イン）、許蘭軒と黄真伊」『自由』第42巻(第11号) (通号 489)、自由社、2000年11月、127-136頁、ISSN 0449-0401。
- 「神話時代からの日韓交流史（5）李朝の誕生と暗い日々」『自由』第42巻(第12号) (通号 490)、自由社、2000年12月、100-109頁、ISSN 0449-0401。
- 「神話時代からの日韓交流史（6）李成桂と徳川家康とその子たち」『自由』第43巻(第1号) (通号 491)、自由社、2001年.新年、116-125頁、ISSN 0449-0401。
- 「神話時代からの日韓交流史（7）専制王と士禍と禍獄」『自由』第43巻(第2号) (通号 492)、自由社、2001年2月、117-126頁、ISSN 0449-0401。
- 「神話時代からの日韓交流史（8）暗愚な王と果しない党派抗争」『自由』第43巻(第3号) (通号 493)、自由社、2001年3月、121-130頁、ISSN 0449-0401。
- 「神話時代からの日韓交流史（9）歴代の李朝の国王と天皇」『自由』第43巻(第4号) (通号 494)、自由社、2001年4月、110-119頁、ISSN 0449-0401。
- 「神話時代からの日韓交流史（最終回）李朝は倒れるべくして倒れた」『自由』第43巻(第5号) (通号 495)、自由社、2001年5月、127-136頁、ISSN 0449-0401。
- 「日本はいつまで近隣の食い物になるのか」『現代コリア』(第414号、現代コリア研究所、2001年9月、21-23頁、ISSN 0289-6303。
- 「李氏朝鮮の終焉から日韓併合まで（1）李氏朝鮮は西力東漸にどのように対応したか」『自由』第44巻(第4号) (通号 506)、自由社、2002年4月、111-119頁、ISSN 0449-0401。
- 「李氏朝鮮の終焉から日韓併合まで（2）李氏朝鮮は滅ぶべきして滅んだ――1868年に完成した壮麗な景福宮と、韓国最初の現代小説家李人稙の小説が、韓民族の亡国の悲劇を物語っている」『自由』第44巻(第5号) (通号 507)、自由社、2002年5月、115-123頁、ISSN 0449-0401。
- 「李氏朝鮮の終焉から日韓併合まで（3）韓国の儒教と日本の儒教」『自由』第44巻(第6号) (通号 508)、自由社、2002年6月、107-115頁、ISSN 0449-0401。
- 「李氏朝鮮の終焉から日韓併合まで（4）日本人は人間ではなく「禽獣」である」『自由』第44巻(第7号) (通号 509)、自由社、2002年7月、123-131頁、ISSN 0449-0401。
- 「李氏朝鮮の終焉から日韓併合まで（5）王后閔妃は民衆の怨嗟の的だった」『自由』第44巻(第8号) (通号 510)、自由社、2002年8月、121-129頁、ISSN 0449-0401。
- 「中国の属国に成り下がった「新羅」から"韓国病"の悲劇が始まった」『Sapio』第14巻(第17号) (通号 302)、小学館、2002年9月25日、24-26頁。
- 「李氏朝鮮の終焉から日韓併合まで（6）金玉均とアジアの光と闇」『自由』第44巻(第9号) (通号 511)、自由社、2002年9月、135-143頁、ISSN 0449-0401。
- 「李氏朝鮮の終焉から日韓併合まで（7）事大主義が李氏朝鮮を亡ぼした」『自由』第44巻(第10号) (通号 512)、自由社、2002年10月、126-134頁、ISSN 0449-0401。
- 「李氏朝鮮の終焉から日韓併合まで（8）アジアの光と闇の抗争」『自由』第44巻(第11号) (通号 513)、自由社、2002年11月、117-125頁、ISSN 0449-0401。
- 「李氏朝鮮の終焉から日韓併合まで（9）なぜ、韓国は"第二の台湾"になれなかったか」『自由』第44巻(第12号) (通号 514)、自由社、2002年12月、131-139頁、ISSN 0449-0401。
- 「李氏朝鮮の終焉から日韓併合まで（10）朝鮮の改革の芽が摘まれた」『自由』第45巻(第1号) (通号 515)、自由社、2003年1月、113-121頁、ISSN 0449-0401。
- 「李氏朝鮮の終焉から日韓併合まで（11）大韓民国の誕生と独立協会」『自由』第45巻(第3号) (通号 517)、自由社、2003年3月、126-134頁、ISSN 0449-0401。
- 「李氏朝鮮の終焉から日韓併合まで（12）日韓併合は韓民族にとって何だったか」『自由』第45巻(第4号) (通号 518)、自由社、2003年4月、132-140頁、ISSN 0449-0401。
- 「李氏朝鮮の終焉から日韓併合まで（13）日韓併合は光明だった」『自由』第45巻(第5号) (通号 519)、自由社、2003年5月、117-125頁、ISSN 0449-0401。
- 「Special対談 崔基鎬（加耶大学客員教授） "反日親朝"の盧政権は非常に危険な方向に向かっていますね」『政界往来』第71巻(第6号)、政界往来社、2005年6月、56-60頁。
- 「ソウル発 韓国同胞に大真面目に訴える! 今こそ現代版「日韓併合」が必要だ」『Sapio』第18巻(第13号) (通号 392)、小学館、2006年6月14日、32-34頁。